# Pet (film)
Pet è un film del 2016 diretto da Carles Torrens.
Il film è interpretato da Dominic Monaghan, Ksenia Solo, Jennette McCurdy e Nathan Parsons.

## Trama
Seth è un uomo solitario che lavora presso un canile e conduce una vita ordinaria, fatta di gesti maniacali e ripetitivi. Non ama molto il suo lavoro, tuttavia non può permettersi di perderlo; è inoltre costretto ad assistere inerme alla soppressione dei cani senza poterne adottare neanche uno dal momento che il suo condominio non accetta animali. Un giorno incontra per caso Holly, una ragazza che frequentava la sua stessa scuola per cui aveva una cotta, e la sua vita cambia. Inizia ad essere ossessionato da lei, seguendo i suoi movimenti, spiandola attraverso facebook e corteggiandola in modo impacciato. Nonostante i suoi continui rifiuti, l'uomo la segue al lavoro, per strada, le fa recapitare rose. Quando però la donna chiede perfino aiuto al suo ex fidanzato per liberarsi di lui, Seth sembra arrendersi ed accontentarsi dell'aver rubato il diario su cui la ragazza scrive tutti i suoi pensieri. Holly, nel frattempo, inizia ad agitarsi molto per aver perso il diario.
Completata la lettura del diario, Seth ricomincia ad essere ossessionato e compie un gesto incredibile: una volta costruita una gabbia in una zona in disuso del canile, l'uomo rapisce Holly e la rinchiude al suo interno con l'intento di "salvarla". Decisa inizialmente a resistergli, Holly inizia quasi subito ad accettare il cibo che lui le offre e ad avere visioni in cui la sua migliore amica Claire si prende gioco di lei oppure cerca di infonderle sicurezza. Nei giorni successivi, Seth le rivela di aver letto il suo diario e di aver scoperto in questo modo che lei è in realtà una serial killer: Claire è stata in realtà la sua prima vittima, uccisa dopo aver scoperto che il suo fidanzato Eric la tradiva proprio con lei. Da allora Holly ha allucinazioni in cui crede di parlare con l'amica defunta e miete una dopo l'altra varie vittime, prendendo nota delle sue gesta nel diario. Seth ha quindi intenzione di salvarla da se stessa e impedirle di uccidere ancora; avendo compiuto lui stesso dei reati non può denunciarla alla polizia e inoltre non vuole perderla perché innamorato di lei.
Avendo compreso di poter giocare a carte scoperte, Holly inizia a poco a poco a tirare brutti scherzi alla psiche di Seth, cercando di invertire il rapporto predatore/preda. Dopo essere riuscita a causa una mancanza sul lavoro per la quale Seth per poco non viene licenziato, Holly riesce ad attirare nella sua prigione un collega dell'uomo, Nate, persona con cui Seth non ha fra l'altro mai avuto un buon rapporto. Invece di permettergli di liberarla, tuttavia, Holly spinge Seth a uccidere l'uomo e ad occultarne il cadavere, con lo scopo di farlo precipitare nel suo stesso vortice di pazzia. Seth è fra i sospettati della polizia: la sua deposizione ha lacune e inoltre Nate aveva cercato da poco di farlo licenziare, tuttavia riesce a evitare di essere arrestato. A questo punto, Holly lo pone davanti a una scelta: se lui non si taglia un dito per dimostrarle il suo amore incondizionato lei finirà per lasciarsi morire di fame. La ragazza afferma di aver visto in lui il primo in grado di capirla, pronunciando in questo modo un discorso simile a uno fatto precedentemente da Seth, e di non voler più essere trattata come un animale domestico.
In preda alla disperazione, Seth cede al suo ricatto: Holly riesce tuttavia a impossessarsi dell'arma usata da Seth per tagliarsi il dito e lo costringe ad aprire la gabbia con la minaccia di suicidarsi. Una volta libera, dopo aver finto ancora una volta affetto per lui, Holly attacca seth tagliandogli la gola. Tempo dopo, Holly vive serena in casa con Eric, dopo aver appunto ricucito la relazione con lui. La giovane donna è riuscita a farsi pubblicare da un editore, avverando il suo sogno di diventare una scrittrice, e riesce a sopportare i nuovi tradimenti di Eric senza ucciderlo come vorrebbe. A darle la forza di resistere a questi impulsi è proprio Seth: precedentemente sopravvissuto alla sua aggressione, ora è lui ad essere prigioniero della donna nella stessa gabbia in cui lei era stata confinata precedentemente.

## Distribuzione
La pellicola è stata presentata in anteprima a marzo 2016 al South by Southwest. Successivamente è stato presentato al Sitges - Festival internazionale del cinema fantastico della Catalogna, dove ha vinto il premio per la miglior sceneggiatura. È stato distribuito nelle sale cinematografiche statunitensi il 2 dicembre 2016.

## Accoglienza

### Pubblico
Il film ha incassato 10.900 dollari al botteghino.

### Critica
Sull'aggregatore Rotten Tomatoes il film riceve il 56% delle recensioni professionali positive con un voto medio di 5,6 su 10 basato su 18 critiche, mentre su Metacritic ottiene un punteggio di 48 su 100 basato su 8 critiche.

## Riconoscimenti
- 2016 - Sitges - Festival internazionale del cinema fantastico della Catalogna
  - Miglior sceneggiatura a Jeremy Slater